# ثقافة التعددية
ثقافة التعدديّة هو مصطلحٌ يُستخدم عندما تحتفظ المجموعات الصغيرة داخل المجتمع الأوسع بهويتها الثقافية الفريدة، حيث تقبل الثقافة السائدة قيمها وممارساتها، شريطة أن تكون متسقة مع قوانين وقيم المجتمع الأوسع. وقد تطور مفهوم ثقافة التعددية ووصفها بمرور الزمن بوصفها مصطلحًا اجتماعيًا، ولم يوصف بأنه حقيقة فحسب إنما هو هدف مجتمعي أيضًا.
في الثقافة التعددية، لا تتعايش الجماعات جنبًا إلى جنبٍ فحسب، بل تُعتبر أيضًا خصائص الجماعات الأخرى سمات تستحق أن تتوفر في الثقافة المُهيمِنة، كما أنّ المجتمعات التعددية تضع توقعات كبيرة للاندماج على الأعضاء، بدلاً من متطلبات الاستيعاب الثقافي. ويمكن وجود هذه المؤسسات والممارسات إذا قُبلت المجتمعات الثقافية من جانب المجتمع الأوسع في ثقافة تعددية وتحتاج أحياناً إلى حماية القانون، وغالبا ما يتطلب قبول الثقافة أن تتخلَّى الثقافة الجديدة أو ثقافة الأقلية عن بعض جوانب ثقافتهم التي تتعارض مع قوانين أو قيم الثقافة السائدة.

## التفريق
تتميَّزُ ثقافة التعددية عن التعددية الثقافية، التي تفتقر إلى متطلبات الثقافة المهيمنة وإذا ضعفت الثقافة السائدة، يمكن للمجتمعات أن تنتقل بسهولة من ثقافة التعددية إلى التعددية الثقافية دون أن يتخذ ذلك المجتمع أي خطوات متعمدة. وإذا كانت المجتمعات تعمل منفصلة عن بعضها البعض، أو تتنافس فيما بينها، فإنها لا تعتبر تعددية ثقافيًا. أشارت الحكومة الكندية في عام 1971 إلى ثقافة التعددية، وليس التعددية الثقافية، بوصفها «جوهر» هوية الأمة. قد يمارس ثقافة التعددية جماعة أو فرد بدرجات متفاوتة. وأحد الأمثلة البارزة للتعددية هو الولايات المتحدة في القرن العشرين، حيث تحتوي الثقافة المهيمنة على القومية القوية، الثقافة الرياضية، والثقافة الفنية أيضا على مجموعات أصغر لها معاييرها العرقية والدينية والثقافية الخاصة بها.

## التاريخ
تمتدُّ جذور مفهوم ثقافة التعدديّة في الولايات المتحدة إلى الفلسفة المتعالية، ولقد طورها الفلاسفة البرجماتيون أمثال هوراس كالن، ووليام جيمس، وجون ديوي. وقدم راندولف بورن، وهو عالم نظريات أحد أشهر تعبيرات ثقافة التعددية من خلال مقاله الذي نُشر في عام 1916 تحت عنوان «أميركا عبر الوطنيّة»، ويُعترف لكالين على نطاقٍ واسعٍ بأنه مؤسس مفهوم ثقافة التعددية، حيث كانت مقالته لعام 1915 في مجلة «الأمة»، بعنوان «الديمقراطية ضد بوتقة الانصهار» حجّة ضد مفهوم إضفاء الطابع الأمريكي على المهاجرين الأوروبيين، وقد صاغ مصطلح ثقافة التعددية ذاتها في عام 1924 من خلال ثقافته وديمقراطيته في الولايات المتحدة. في عام 1976، واصل ميروين كروفورد يونغاستكشاف هذا المفهوم في سياسة ثقافة التعددية. ويؤكد عمل الشباب في الدراسات الأفريقية، على مرونة تعريف ثقافة التعددية داخل المجتمع، ومن بين المؤيدين الجدد عالِم الانثروبولوجيا الأخلاقية والثقافية ريتشارد شويدر. وقدمت مقالة نُشرت في عام 1976 في مجلة «علم الاجتماع والرفاه الاجتماعي» تعريفاً جديداً لثقافة التعددية التي وُصفت بأنها حالة اجتماعية تعيش فيها مجتمعات من مختلف الثقافات معاً وتعمل في نظام مفتوح.